# Lasianthus microcalyx
Lasianthus microcalyx är en måreväxtart som beskrevs av Karl Moritz Schumann. Lasianthus microcalyx ingår i släktet Lasianthus och familjen måreväxter. Inga underarter finns listade i Catalogue of Life.